# ليونارد لافي (أستاذ جامعي)
ليونارد لافي (بالإنجليزية: Leonard Levy)‏ هو مؤرخ أمريكي وكندي، ولد في 9 أبريل 1923 في تورونتو في كندا، وتوفي في 24 أغسطس 2006 في آشلاند في الولايات المتحدة.